# استیون بریل (روزنامه‌نگار)
استیون بریل (انگلیسی: Steven Brill؛ زادهٔ ۲۲ اوت ۱۹۵۰) نویسنده اهل ایالات متحده آمریکا است که مجله ماهانه امریکن لویر و تلویزیون کابلی کورت تی وی را تأسیس کرده‌است. او مؤلف کتاب پرفروش «سقوط: افراد و نیروهای پشت سقوط پنجاه ساله آمریکا و کسانی که برای معکوس کردن آن درحال جنگ هستند» است.